# Lago Taihu
O lago Taihu (em chinês: 太湖 pinyin: Tài Hú, lago Tai literalmente "o grade lago"), é um lago situado no delta do rio Yangtzé. Com área de 2250 km² e profundidade média de 2 m, é o terceiro maior lago de água doce da República Popular da China, depois do lago Poyang e do lago Dongting.
O lago fica numa das zonas de maior produção de grão de todo o país. É a base de uma importante indústria pesqueira. No lago encontra-se também rocha calcária de grande qualidade utilizada em decoração. Este tipo de rocha é o mais utilizado na decoração de jardins, tradicionais na zona de Suzhou.
No lago há cerca de 90 ilhas. Algumas são muito pequenas mas outras têm área considerável. A paisagem do lago é motivo para muito turismo.
O melhor ponto para ver o lago é a partir do Parque Xihui em Wuxi. Do alto do Pagode do dragão da luz pode ver-se uma panorâmica do lago e da cidade de Wuxi e do lago. O parque termina em jardins datados da dinastia Ming.
Está ligado ao Grande Canal da China.
Em Maio de 2007, o lago foi ocupado por um surto de algas e poluição com cianobactérias. O governo chinês designou a ocorrência como desastre natural apesar da evidente origem antropogénica da catástrofe ambiental.